# Landcross
Landcross is een civil parish in het bestuurlijke gebied Torridge, in het Engelse graafschap Devon. In 2001 telde het dorp 70 inwoners. Landcross komt in het Domesday Book (1086) voor als 'Lanchers'.